# Кортленд (Нью-Йорк)
Кортленд (англ. Cortland) — місто (англ. city) в США, в окрузі Кортленд штату Нью-Йорк. Населення — 17 556 осіб (2020).

## Географія
Кортленд розташований за координатами 42°36′3″ пн. ш. 76°10′45″ зх. д. / 42.60083° пн. ш. 76.17917° зх. д. (42.600866, -76.179127).  За даними Бюро перепису населення США в 2010 році місто мало площу 10,14 км², з яких 10,09 км² — суходіл та 0,05 км² — водойми.

### Клімат
| Клімат : Кортленд                  | Клімат : Кортленд | Клімат : Кортленд | Клімат : Кортленд | Клімат : Кортленд | Клімат : Кортленд | Клімат : Кортленд | Клімат : Кортленд | Клімат : Кортленд | Клімат : Кортленд | Клімат : Кортленд | Клімат : Кортленд | Клімат : Кортленд | Клімат : Кортленд |
| Показник                           | Січ.              | Лют.              | Бер.              | Квіт.             | Трав.             | Черв.             | Лип.              | Серп.             | Вер.              | Жовт.             | Лист.             | Груд.             | Рік               |
| Абсолютний максимум, °C            | 20,0              | 18,3              | 29,4              | 32,2              | 33,9              | 35,6              | 37,8              | 36,7              | 37,8              | 32,2              | 27,2              | 20,0              | 37,8              |
| Середній максимум, °C              | −0,8              | 0,4               | 5,5               | 12,3              | 19,8              | 24,6              | 27,2              | 26,3              | 21,5              | 15,0              | 7,9               | 1,7               | 13,5              |
| Середній мінімум, °C               | −9,3              | −9,1              | −4,4              | 1,3               | 7,4               | 12,4              | 14,9              | 13,8              | 9,6               | 4,1               | −0,2              | −5,8              | 3,0               |
| Абсолютний мінімум, °C             | −31,7             | −32,2             | −25               | −11,7             | −5                | 0,0               | 3,9               | 1,7               | −2,8              | −7,8              | −16,7             | −27,2             | −32,2             |
| Норма опадів, мм                   | 70                | 63                | 79                | 82                | 83                | 104               | 86                | 76                | 101               | 81                | 89                | 87                | 999               |
| Днів з опадами                     | 17,4              | 14,3              | 14,3              | 13,4              | 12,1              | 11,8              | 10,6              | 10,2              | 11,5              | 12,6              | 15,2              | 16,8              | 160,2             |
| Днів зі снігом                     | 9,1               | 7,0               | 4,5               | 1,7               | 0                 | 0                 | 0                 | 0                 | 0                 | ,1                | 3,2               | 7,6               | 33,2              |
| ---------------------------------- | ----------------- | ----------------- | ----------------- | ----------------- | ----------------- | ----------------- | ----------------- | ----------------- | ----------------- | ----------------- | ----------------- | ----------------- | ----------------- |
| Джерело: NOAA (normals 1971–2000), |                   |                   |                   |                   |                   |                   |                   |                   |                   |                   |                   |                   |                   |

## Демографія
Згідно з переписом 2010 року, у місті мешкали 19 204 особи в 6946 домогосподарствах у складі 3294 родин. Густота населення становила 1894 особи/км².  Було 7433 помешкання (733/км²).
Расовий склад населення:
| - 92,8 % — білих - 2,8 % — чорних або афроамериканців - 0,9 % — азіатів - 0,2 % — корінних американців |

До двох чи більше рас належало 2,3 %. Частка іспаномовних становила 3,2 % від усіх жителів.
За віковим діапазоном населення розподілялося таким чином: 17,0 % — особи молодші 18 років, 72,1 % — особи у віці 18—64 років, 10,9 % — особи у віці 65 років та старші. Медіана віку мешканця становила 26,0 року. На 100 осіб жіночої статі у місті припадало 90,7 чоловіків;  на 100 жінок у віці від 18 років та старших — 88,4 чоловіків також старших 18 років.
Середній дохід на одне домашнє господарство  становив 49 504 долари США (медіана — 40 025), а середній дохід на одну сім'ю — 66 076 доларів (медіана — 55 518). Медіана доходів становила 36 223 долари для чоловіків та 32 196 доларів для жінок. За межею бідності перебувало 24,0 % осіб, у тому числі 22,4 % дітей у віці до 18 років та 16,5 % осіб у віці 65 років та старших.
Цивільне працевлаштоване населення становило 8924 особи. Основні галузі зайнятості: освіта, охорона здоров'я та соціальна допомога — 39,3 %, роздрібна торгівля — 13,6 %, мистецтво, розваги та відпочинок — 10,6 %, виробництво — 9,6 %.